# Hans Langkilde
 Ikke at forveksle med H.P. Langkilde.
Hans Peter Langkilde (13. juni 1777 i Høje ved Svendborg – 25. oktober 1852 på Juulskov) var en dansk godsejer.
Han var søn af Rasmus Langkilde, ejer af Biskopstorp på Langeland, og Marie Møller. Efter at han 1797 havde underkastet sig dansk-juridisk eksamen og tjent nogle år som forvalter, forpagtede han 1803 Knepholm på Langeland; 1811 købte han hovedgården Juulskov ved Nyborg, som han ved ihærdig dygtighed og ved indførelsen af et fremskredet agerbrug satte i udmærket stand. 
I hele stænderperioden var Langkilde medlem af Østifternes stænderforsamling og i mange år medlem af Svendborg Amtsråd, ligesom han havde en væsentlig del i tilblivelsen af Det fynske Brandassuranceselskab og oprettelsen af Fyens Disconto Kasse. 
18. april 1804 var Langkilde blevet gift med Bodil Egelykke, datter af Niels Egelykke, senere ejer af Vejlegård, hvilken gård Langkilde arvede 1842. Hans enke døde 3. august 1863.